# Cantón de Bagaces
Cantón de Bagaces är en kanton i Costa Rica.   Den ligger i provinsen Guanacaste, i den västra delen av landet, 140 km väster om huvudstaden San José. Antalet invånare är 19 536. Arean är 1 273 kvadratkilometer.
Terrängen i Cantón de Bagaces är varierad.